# Nassarius shaskyi
Nassarius shaskyi är en snäckart som beskrevs av Mclean 1970. Nassarius shaskyi ingår i släktet nätsnäckor, och familjen Nassariidae. Inga underarter finns listade i Catalogue of Life.